# El Roble, Tlahuiltepa
El Roble är en ort i Mexiko.   Den ligger i kommunen Tlahuiltepa och delstaten Hidalgo, i den sydöstra delen av landet, 150 km norr om huvudstaden Mexico City. El Roble ligger 1 612 meter över havet och antalet invånare är 118.
Terrängen runt El Roble är kuperad österut, men västerut är den bergig. Runt El Roble är det ganska glesbefolkat, med 22 invånare per kvadratkilometer. Närmaste större samhälle är Santa Cruz, 9,3 km väster om El Roble. I omgivningarna runt El Roble växer i huvudsak blandskog.